# Sophie Tassignon
Sophie Tassignon (Brussel, 29 maart 1980) is een Belgische jazz- en improvisatiemuzikant en songwriter. Ze woont sinds 2008 in Berlijn.

## Biografie
Tassignon, die een deel van haar jeugd in Duitsland doorbracht, kreeg haar eerste klassieke pianolessen op vierjarige leeftijd. Op zevenjarige leeftijd won ze de eerste prijs bij Jugend musiziert in Hannover. Als kind zong ze in een koor. Als tiener studeerde ze ook vijf jaar drums en twee jaar trompet, maar keerde terug naar piano en zang. Ze schreef ook liedjes en experimenteerde met meerdere opnames. Ze vervolgde haar opleiding in Brussel en volgde de Duitse School van Brussel. Daarna ging ze naar het Koninklijk Conservatorium Brussel, waar ze een masterdiploma behaalde. Ze studeerde ook jazzpiano en volgde klassieke zanglessen.
In 2005 richtte Tassignon het a capella-project Screaming Bitches op met zangers Anu Junnonen, Elena Dunkelman en Jacobien Vlasman, dat toerde door Europese jazzclubs. Met de groep die ze leidde, Zoshia, bracht ze in 2006 Moon Talk uit. In 2008 presenteerde ze samen met haar toenmalige man Peter van Huffel, bassist Michael Bates en trombonist Samuel Blaser het album Hufflignon. Met de Britse elektronische muzikant Sizuzmon Vincent, die haar kennis liet maken met de mogelijkheden van elektroakoestische muziek, vormde ze het elektroakoestische duo Charlotte & Mr. Stone, dat geluidstexturen en composities in een live context uitvoert. Het duo bracht in 2011 voor het eerst het album Trees & Birds & Beautiful Things uit op het label Vision of Sound.
Daarnaast werkte Tassignon mee aan producties van de Poolse theaterregisseur Elzbieta Bednarska. In 2013 richtte ze samen met de songwriter, zangeres en saxofonist Susanne Folk de band Folk-Tassignon Quartet op (uit 2015 Azolia), die toerde door Europa en China en hun eerste album Dancing uitbracht in 2014 met Lothar Ohlmeier op basklarinet en Andreas Waelti op Dancing on the Rim (Ajazz/NRW Records). De groep maakte gastoptredens op het Viersen Jazz Festival en andere festivals. In 2020 verscheen haar soloalbum Mysteries Unfold.

## Discografie (selectie)
- Zoshia: Moon Talk (Alone Blue 2006)
- Peter van Huffel / Sophie Tassignon: Hufflignon (Clean Feed Records 2008)
- Act One: House of Mirrors (WismART 2014, mit Miles Perkin, Peter van Huffel, Julie Sassoon)
- Azolia: Everybody Knows (Ajazz 2017)
- Mysteries Unfold (RareNoise/Cargo 2020)
- Azolia: Not About Heroes (Jazzwerkstatt Berlin 2021)
- Sophie Tassignon: Khyal (W.E.R.F. Records 2023)
- Sophie Tassignon: A Slender Thread (NEMU Records 2025)